# Maurice Hasson
Maurice Hasson (Berck-Plage, 6 luglio 1934) è un violinista e docente francese naturalizzato venezuelano.

## Biografia
Maurice Hasson ha iniziato gli studi di violino privatamente per poi proseguirli dal 1948 al Conservatorio di Parigi con Line Talluel, Joseph Benvenuti e Joseph Calvet. 
Ottenuto il Premier Prix, si perfeziona con Henryk Szeryng, avviando la carriera concertistica.
Nel 1960 emigra in Venezuela, rimanendovi sino al 1973.
Dal 1973 vive a Londra insegnando violino presso la Royal Academy of Music (RAM).
Il Concerto (1972–74) di Castellanos Yumar (*1926), è stato scritto per Hasson, che lo ha inciso per l'etichetta discografica London Acad. Sound and Vision (Asv) nel 1982.
Nel 1976 registra per la Philips musiche di Vivaldi e Bach con Henryk Szeryng; in febbraio registrano il Concerto op. 3 n. 8 e il Concerto op. 3 n. 10 di Vivaldi con la English Chamber Orchestra; in giugno i due violinisti incidono il Concerto BWV 1043 di Bach con Neville Marriner e l'Academy of St Martin in the Fields. 
Nel 1978 ha debuttato negli Stati Uniti con la Cleveland Orchestra diretta da Lorin Maazel.
Ha inciso per diverse case discografiche: Asv, Enigma Classics, Classics for Pleasure, Sine Qua Non, 
Times Music. 
Nel corso della sua carriera, ha suonato diversi violini, in particolare l'Antonio Stradivari ex Benvenuti (ex Halphen) del 1727 appartenuto al suo maestro Joseph Benvenuti. In seguito, e ceduto lo Stradivari, ha suonato un Domenico Montagnana e un Guadagnini.